# Chew Magna
Chew Magna är en ort och civil parish i Storbritannien.   Den ligger i kommunen Bath and North East Somerset och riksdelen England, i den södra delen av landet, 170 km väster om huvudstaden London. Chew Magna ligger vid sjön Chew Valley Lake.